# Friedrich Heyer

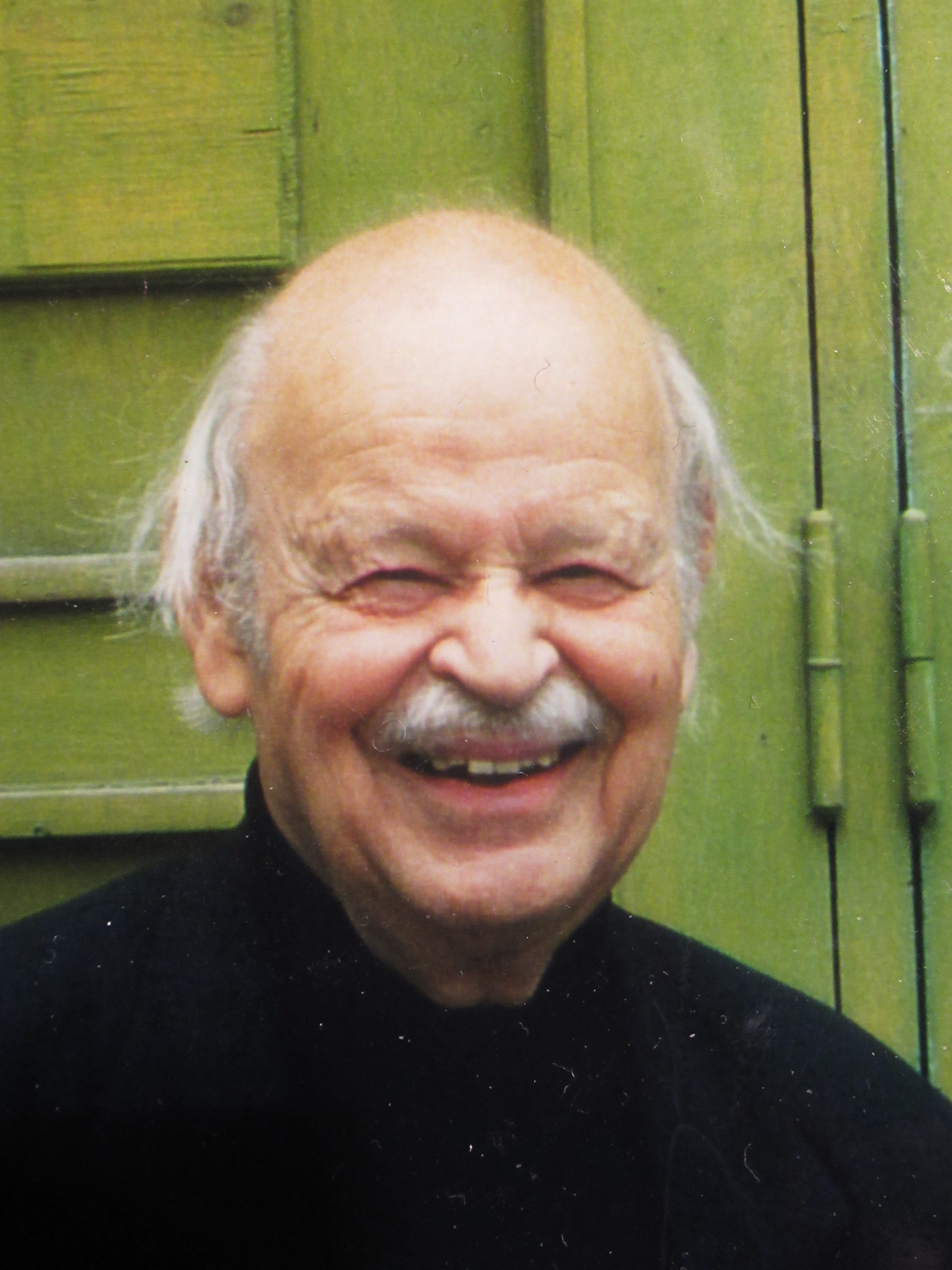
Friedrich Heyer im September 1994 vor dem Portal der Deutschen Lutherischen Kirche in Kiew

Friedrich Heyer (* 24. Januar 1908 in Darmstadt; † 10. April 2005 in Schleswig) war ein deutscher evangelischer Theologe, Pfarrer, Kirchenhistoriker und Hochschullehrer.

## Leben
Heyer, ein Sohn des Arztes Hermann Heyer (1873–1914) und seiner Ehefrau Hedwig (geb. Klaas, 1883–1909), studierte Evangelische Theologie in Tübingen (hier schloss er sich 1926 der Akademischen Verbindung Igel zu Tübingen an), Gießen und Göttingen und wurde 1931 Schlossprediger und Erzieher der Söhne von Heinrich XXXIX. von Reuß-Köstritz (1891–1946) auf Schloss Ernstbrunn in Niederösterreich. Mit dem späteren Klassischen Philologen Otto Luschnat unternahm er 1932 eine längere Wanderung durch Südosteuropa und wurde nach der Rückkehr Stadtvikar in Braunschweig. 1934 wurde er Pfarrer an St. Michaelis in Schleswig, wo er sich zur Bekennenden Kirche hielt. An der Theologischen Fakultät in Göttingen wurde Heyer 1938 zum Dr. theol. promoviert. Im Zweiten Weltkrieg wirkte er als Offizier der Geheimen Feldpolizei vor allem in der Ukraine. Gegen Kriegsende floh er nach Deutschland und nahm im Frühjahr 1945 sein Pfarramt in Schleswig wieder auf. 
1947 wurde Heyer kurzzeitig verhaftet und der Beteiligung an Kriegsverbrechen beschuldigt; zu einem Prozess kam es aber nicht. 1951 habilitierte er sich mit einer Arbeit über Die orthodoxe Kirche der Ukraine von 1917 bis 1945 in Kiel. In Schleswig baute er eine Evangelische Akademie auf (später nach Bad Segeberg verlegt), die er ab 1954 hauptamtlich leitete. Studienreisen führten ihn unter anderem in die USA und nach Jerusalem. Kurz nach seiner Ernennung zum außerordentlichen Professor in Kiel wurde er 1964 auf eine neu errichtete Professur für Konfessionskunde an die Universität Heidelberg berufen, an der er bis ins Alter von 90 Jahren lehrte.

## Konfessionskunde
Bei den konfessionskundlichen Seminaren, die Friedrich Heyer zusammen mit Hans-Diether Reimer (1926–1993) von der Evangelischen Zentralstelle für Weltanschauungsfragen abhielt, wurden für jede behandelte Religionsgemeinschaft bzw. Sekte ein bis drei Vertreter dieser der Religionsgemeinschaften eingeladen. Dadurch konnten im Dialog mit den jeweiligen Vertretern der anderen Religionsgemeinschaften deren theologische Sichtweisen wie die evangelischen theologischen Positionen artikuliert werden.
Friedrich Heyer schrieb zahlreiche Artikel für das Biographisch-Bibliographische Kirchenlexikon (BBKL).

## Freundliche Kontakte zu den Ostkirchen
Erste Kontakte zu den orthodoxen Kirchen in Griechenland knüpfte Friedrich Heyer im Jahr 1932 bei seiner Wanderung, die ihn bis zum Berg Athos führte. Kontakte zur russisch-orthodoxen Kirche hatte er während des Zweiten Weltkriegs. Bereits in den 1950er Jahren interessierte er sich für die nonchalcedonensischen Kirchen (z. B. armenische Kirche, äthiopische Kirche). Er unternahm bis ins hohe Alter Reisen auf den Balkan, nach Griechenland, den Nahen Osten und Äthiopien. 1971 wurde er Präsident des Deutsch-Armenischen Vereins.
Mehrere orthodoxe Kirchen verliehen Heyer Auszeichnungen. Der syrisch-orthodoxe Patriarch Mor Ignatius Zakka I. Iwas ehrte ihn mit dem Mar-Ephrem-Orden. Die orthodoxe theologische Fakultät der Lucian-Blaga-Universität in Hermannstadt verlieh ihm die Ehrendoktorwürde.

## Tabor Society
1975 gründete Heyer die Tabor Society zur Unterstützung der orthodoxen Kirchenschulen Äthiopiens.

## Schriften (Auswahl)
- Die orthodoxe Kirche der Ukraine von 1917 bis 1945. Müller, Köln-Braunsfeld 1953.
- Die katholische Kirche von 1648 bis 1870 (= Die Kirche in ihrer Geschichte N1). Vandenhoeck & Ruprecht, Göttingen 1963.
  - The Catholic Church from 1648 to 1870. Transl. by D.W.D. Shaw. Blake, London  1969.
- (unter Mitarbeit von Volker Pitzer) Religion ohne Kirche. Stuttgart 1977; 21979.
- Konfessionskunde (= De-Gruyter-Lehrbuch). De Gruyter, Berlin 1977, ISBN 3-11-006651-3.
- Kirchengeschichte des Heiligen Landes. Kohlhammer, Stuttgart usw. 1984.
  - Überarbeitete Fassung mit Fussnoten-Nachweisen: 2000 Jahre Kirchengeschichte des Heiligen Landes. Märtyrer, Mönche, Kirchenväter, Kreuzfahrer, Patriarchen, Ausgräber und Pilger (= Studien zur Orientalischen Kirchengeschichte. Bd. 11). Lit, Münster u. a. 2000, ISBN 3-8258-4955-4.
- Vielfalt in der Nähe Gottes. Konfessionskundliche Aufsätze aus dem Jahrzehnt 1978–1988. [Photokopierter Eigendruck] Heidelberg 1988; 21989.
- Die Heiligen auf den Inseln. Viten und Hymnen aus Ägäis und Adria (= Oikonomia 29). Erlangen 1991.
- Die Hügelstraße. Das Zeitalter in der Erinnerung eines Theologen. [Photokopierter Eigendruck] Heidelberg 2002 (Autobiographie).
- Kirchengeschichte der Ukraine im 20. Jahrhundert. Von der Epochenwende des Ersten Weltkrieges bis zu den Anfängen in einem unabhängigen ukrainischen Staat. Vandenhoeck & Ruprecht, Göttingen 2003, ISBN 3-525-56191-1.
- Jerusalem und das Heilige Land in ihrer Bedeutung für christliche Existenz. Hamburg 2006.

Eine vollständige Bibliographie wurde von Christian Weise 2009 erstellt (Digitalisat).